# Gaiziņkalns
Il Gaiziņkalns è una collina della Lettonia e rappresenta il punto più elevato del Paese, con un'altitudine di 312 metri s.l.m.. Essa si trova nella municipalità di Madona.